# Glen A. Larson
Pour les articles homonymes, voir Larson.
Glen A. Larson est un scénariste et producteur de séries télévisées américain, né le 3 janvier 1937 à Long Beach et mort le 14 novembre 2014 à Santa Monica.
Larson chante au sein du groupe vocal The Four Preps (en) durant les années 1950. Il travaille ensuite comme scénariste. Au cours des années 1970 et 1980, il crée et produit des séries télévisées, dont Quincy (Quincy, M.E.), Galactica (Battlestar Galactica), L'Homme qui tombe à pic (The Fall Guy) et K 2000 (Knight Rider).

## Biographie

### Jeunesse
La famille de Glen A. Larson s'installe à Los Angeles durant sa jeunesse. Il est scolarisé à la Hollywood High School, où il côtoie Robert Wagner, Yvette Mimieux et Sally Kellerman,. Larson effectue un stage dans les studios de NBC,.

### Carrière musicale
Au cours des années 1950, Larson fait partie du groupe vocal The Four Preps (en). Ils sont signés par Capitol Records en 1956. Le groupe enregistre plusieurs titres certifiés « disque d'or »,, dont 26 Miles (en), coécrit par Larson, qui se classe dans le Top 10 des ventes de singles aux États-Unis. Devenu père de famille, il délaisse le monde de la musique.

### Carrière télévisuelle

#### Débuts
En 1966, Larson commence sa carrière télévisuelle en vendant une idée de scénario pour la série télévisée Le Fugitif (The Fugitive). Il devient scénariste, puis producteur d'Opération vol (It Takes a Thief), une série d'Universal Television. En 1970, Universal lui confie la production de la série Un shérif à New York (McCloud).

#### Années 1970
Larson créé et produit la série western Opération danger (Alias Smith and Jones). Entre 1971 et 1973, 50 épisodes sont diffusés en première partie de soirée par le réseau ABC. En 1973, il produit deux téléfilms inspirés du roman Cyborg de Martin Caidin, qui précèdent le lancement de la série L'Homme qui valait trois milliards (The Six Million Dollar Man). Larson créé et produit les séries Switch, dont 70 épisodes sont diffusés par CBS entre 1975 et 1978, puis Quincy (Quincy, M.E.), créée avec Lou Shaw. Le succès de cette dernière, diffusée par NBC durant huit saisons entre 1976 et 1983, lui permet de mener à bien de nombreux projets. The Hardy Boys/Nancy Drew Mysteries, inspirée de la série de romans policiers pour la jeunesse Les Frères Hardy (The Hardy Boys), est diffusée entre 1977 et 1979. La série de science-fiction Galactica (Battlestar Galactica) reste à l'antenne durant une seule saison, en 1978-1979. Sa diffusion est interrompue par ABC après 24 épisodes en raison des coûts de production élevés,. Buck Rogers au XXVe siècle (Buck Rogers in the 25th Century), créée avec Leslie Stevens, met en scène le personnage créé par l'auteur de science-fiction Philip Francis Nowlan. Elle est diffusée sur NBC entre 1979 et 1981, tout comme la série humoristique B.J. and The Bear, créée avec Christopher Crowe. Larson créé également une série dérivée de B. J., intitulée The Misadventures of Sheriff Lobo.

#### Années 1980

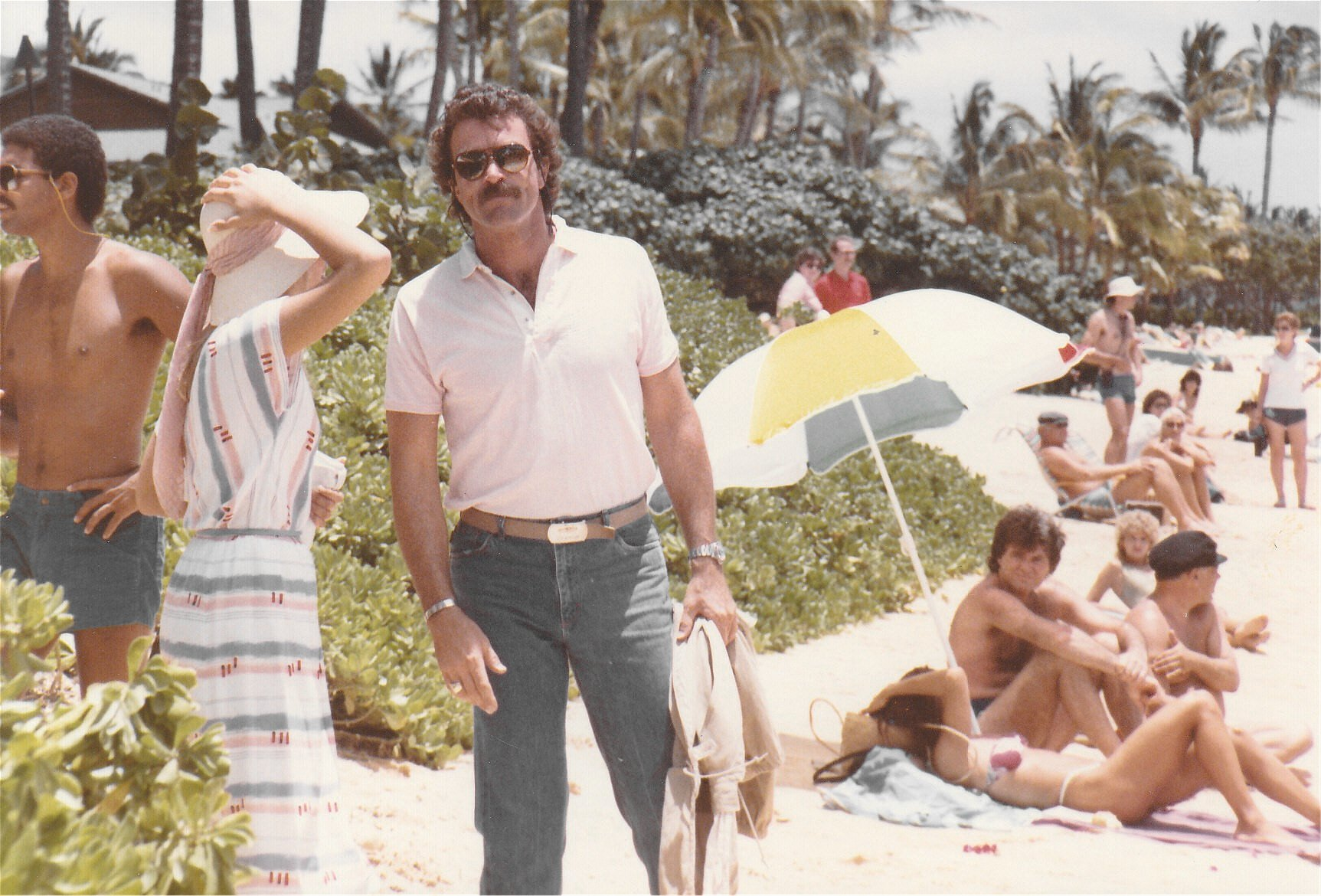
L'acteur Tom Selleck sur le tournage de la série Magnum en 1984.

Durant les années 1980, Glen A. Larson créé et produit des séries populaires, dont Magnum (Magnum, P.I.), créée avec Donald Bellisario et diffusée sur CBS durant huit saisons, entre 1980 et 1988. Larson abandonne le show à son co-créateur afin de mettre sur pied de nouveaux projets. Le producteur travaille avec la firme 20th Century Fox Television à partir de 1980. Il crée la série d'aventures L'Homme qui tombe à pic (The Fall Guy), qui reste à l'antenne entre 1981 et 1986, puis retourne à la science-fiction avec K 2000 (Knight Rider), diffusée par NBC de 1982 à 1986. Larson essuie des échecs avec deux nouvelles séries de science-fiction, Manimal et Automan, diffusées durant une seule saison, respectivement par NBC et ABC,. Trauma Center, diffusée en 1983, Masquerade en 1983-1984, Espion modèle (Cover Up) en 1984-1985, et Police 2000 (The Highwayman) créée en 1988 avec Douglas Heyes, ne rencontrent pas plus de succès.

#### Années 1990
Durant cette période, Larson est peu prolifique, seules trois séries sont produites dont deux pour CBS : Enquêtes à Palm Springs et Waikiki Ouest et une pour la syndication Night Man, adaptée d'une bande dessinée de Marvel Comics. Si les deux premières ne rencontrent pas le succès, la dernière par contre marche bien mais n'ira pas au-delà de la seconde saison.

#### Années 2000
Durant cette décennie, Larson devient consultant à plein temps pour des projets concernant ses anciennes séries, soit des adaptations pour le grand écran ou des revivals pour la télévision. Une nouvelle version de K 2000 intitulée Le Retour de K 2000 verra le jour sur NBC avec de nouveaux acteurs ainsi que Battlestar Galactica pour les studios Universal avec un spin-off Caprica pour la chaîne Syfy.

## Accueil critique
Les séries de Glen A. Larson ont rarement reçu les faveurs des critiques de télévision,. Certaines d'entre elles sont décriées en raison de leur similitude avec des œuvres antérieures. En 1978, le studio 20th Century Fox attaque Universal Television pour atteinte au droit d'auteur, citant 34 similarités entre le premier film de la saga Star Wars, sorti sur les écrans en 1977, et la série télévisée Galactica, diffusée l'année suivante. Néanmoins, Fox est débouté par la justice en 1980,. L'écrivain Harlan Ellison, qui a surnommé le producteur « Glen Larceny », estime que les idées sur lesquelles reposent ses séries télévisées sont empruntées à des longs métrages. Dans The Garner Files, son autobiographie parue en 2011, l'acteur et producteur James Garner accuse Larson d'avoir plagié des intrigues de la série 200 dollars plus les frais (The Rockford Files).

## Filmographie

### Série télévisée

#### Années 1970
- 1971-1973 : Opération danger (50 épisodes)
- 1975-1978 : Switch (71 épisodes)
- 1976-1983 : Quincy (148 épisodes)
- 1977-1979 : The Hardy Boys/Nancy Drew Mysteries (46 épisodes)
- 1978-1979 : Galactica (24 épisodes)
- 1978-1979 : Le Signe de justice (10 épisodes)
- 1978-1981 : B.J. and the Bear (48 épisodes)
- 1979-1980 : Buck Rogers (24 épisodes)
- 1979-1981 : The Misadventures of Sheriff Lobo (37 épisodes)

#### Années 1980
- 1980 : Galactica 1980 (10 épisodes)
- 1980-1988 : Magnum (162 épisodes)
- 1981-1986 : L'Homme qui tombe à pic (112 épisodes)
- 1982-1986 : K 2000 (90 épisodes)
- 1983 : Trauma Center (13 épisodes)
- 1983 : Manimal (8 épisodes)
- 1983-1984 : Automan (13 épisodes)
- 1983-1984 : Masquerade (13 épisodes)
- 1984-1985 : Espion modèle (22 épisodes)
- 1985 : Half Nelson (8 épisodes)
- 1987-1988 : Police 2000 (10 épisodes)

#### Années 1990
- 1991-1992 : Enquêtes à Palm Springs (13 épisodes)
- 1994-1996 : Waikiki Ouest (20 épisodes)
- 1997-1999 : Night Man (44 épisodes)

#### Années 2000
- 2007-2009 : Battlestar Galactica (73 épisodes)
- 2008-2009 : Le Retour de K 2000 (18 épisodes)
- 2009-2010 : Caprica (18 épisodes)

### Téléfilm
- 1989 : Chameleons
- 1993 : Staying Afloat
- 1997 : Night-Man
- 1999 : Millennium Man
- 1999 : The Darwin Conspiracy
- 2012 : Battlestar Galactica: Blood & Chrome

### Cinéma
- 1978 : Galactica : La Bataille de l'espace (Battlestar Galactica)
- 1979 : Buck Rogers au XXVe siècle (Buck Rogers in the 25th Century)

## Nominations et récompenses

### Nominations
- 1973 : Writers Guild of America : Drame épisodique McCloud
- 1974 : Primetime Emmy Awards : Outstanding Limited Series McCloud
- 1975 : Primetime Emmy Awards : Outstanding Limited Series McCloud
- 1978 : Primetime Emmy Awards : Meilleure série dramatique Quincy
- 1979 : Grammy Awards : Best Album of Original Score Written for a Motion Picture or Television Special pour Galactica

### Récompenses
- 1973 : Prix Edgar-Allan-Poe : Meilleur épisode de télévision pour McCloud
- 1975 : Walk of Fame : Television le 23 octobre 1985 au 6673 Hollywood Blvd.
- 1981 : Prix Edgar-Allan-Poe : Meilleur épisode de télévision pour Magnum